# Granica Liberije i Obale Bjelokosti
Granica Liberije i Obale Bjelokosti duga je 778 km, a proteže se od tromeđe s Gvinejom na sjeveru do Atlantskog oceana na jugu. Odvaja liberijske okruge Grand Gedeh, River Gee, Marylandi Nimba od okruga Obale Bjelokosti Montagnes i Bas-Sassandra.

## Opis
Granica počinje na sjeveru na planini Nuon u gorju Nimba, a nakon vrlo kratkih kopnenih dijelova dolazi do rijeke Nuon/Cestos, koju prati prema jugu. Zatim nakratko slijedi rijeke Dain, Nimoi i Boan, prije nego što stigne do Cavalle, koju prati u širokom pravokutnom toku prema Atlantiku. Završava 21 km istočno od najjužnije točke zapadne Afrike, rta Palmas.

## Povijest
Liberija je osnovana kao kolonija za oslobođene američke robove 1822. godine; u sljedećim godinama osnovana su razna naselja duž obale, a većina njih ujedinila se u Republiku Liberiju 1847. (Republika Maryland pridružila se kasnije 1857.). Francuska je također pokazala interes za zapadnoafričku obalu, uspostavivši protektorate duž moderne obale Bjelokosti 1840-ih, koji su kasnije 1893. postali kolonija Obala Bjelokosti. Kako bi se utvrdilo vlasništvo nad unutrašnjosti, Francuska i Liberija potpisale su 8. prosinca 1892. ugovor kojim je određena granica između liberijskog i francuskog teritorija (i Obale Bjelokosti i Francuske Gvineje). Ugovorena je granica pratila rijeku Cavalla i niz ravnih linija, međutim poteškoće s označavanjem ove granice na terenu navele su Francusku i Liberiju da 18. rujna 1907. sklope još jedan ugovor (potvrđen u siječnju 1911.) kojim je granica pomaknuta prema jugu na sadašnji položaj. Dio sjevernog dijela granice kasnije je demarkiran na terenu od 1926. do 1929.
Obala Bjelokosti stekla je neovisnost 1960. godine, a granica je tada postala granica između dvije suverene države. Dvije države su 1961. potvrdile da će poštivati postojeću granicu. Granica je postala vrlo nestabilna u razdoblju od 1990-ih do 2000-ih zbog niza građanskih ratova u regiji.

## Naselja u blizini granice
- Toulépleu
- Taï
- Grabo
- Gbainta
- Gaoplue
- Sallue
- Blehplue
- Guotuo

Liberija
- Gbople
- Butlo
- Kpeaple
- Yopie Podogle
- Tliapie
- Tobli
- Towabli
- Kola
- Balike
- Drubo
- Galio
- Tawrokehn
- Yibuke
- Nemeke
- Kedeke